# Политические партии Бутана
Бутан, сделавший первые движения к демократии в 2007 году, имеет пять зарегистрированных политических партий.

## Официальные партии

### Действующие партии
| Партия | Партия                                                                | Сокр. | Регистрация | Идеология                        | Позиция                 | Мест в Ассамблее |
| ------ | --------------------------------------------------------------------- | ----- | ----------- | -------------------------------- | ----------------------- | ---------------- |
|        | Народно-демократическая партия Бутана (дзонг-кэ མི་སེར་དམངས་གཙོའི་ཚོགས་པ་) | НДП   | 2007        | Роялизм Либерализм Прогрессивизм | Центризм — левоцентризм | 30 из 47         |
|        | Партия мира и процветания (дзонг-кэ འབྲུག་ཕུན་སུམ་ཚོགས་པ)                  | ПМП   | 2007        | Консерватизм Роялизм             | Правоцентризм           | 0 из 47          |
|        | Объединённая партия Бутана (дзонг-кэ འབྲུག་མཉམ་རུབ་ཚོགས་པ་)               | ОПБ   | 2013        | Социал-демократия                | Левоцентризм            | 0 из 47          |
|        | Партия единства Бутана (дзонг-кэ འབྲུག་མཐུན་འབྲེལ་ཚོགས་པ)                   | ПЕБ   | 2022        | Буддийский капитализм            |                         | 0 из 47          |
|        | Бутанская партия тендрела (дзонг-кэ བྷུ་ཊཱན་རྟེན་འབྲེལ་ཚོགས་པ་)               | БПТ   | 2023        | Тендрел                          | Центризм                | 17 из 47         |

### История
«Народно-демократическая партия» была основана 24 марта 2007 года. «Партия мира и процветания» была основана 25 июля 2007 года в результате слияния «Всенародной партии» и «Объединённой народной партии Бутана». Обе эти партии были зарегистрированы Избирательной комиссией Бутана (ИКБ). Тем не менее, заявка для регистрации «Объединённой народной партии Бутана» (вновь созданной в результате выхода из «Партии мира и процветания») была отклонена ИКБ 27 ноября 2007 года. Также в 2008 году для участия в выборах создавалась Национальная партия Бутана.
В январе 2013 года были зарегистрированы ещё три партии Бутана: «Объединённая партия Бутана», «Бутанская партия всеобщего равенства» и «Партия простых людей Бутана». Последняя в 2018 году прекратила своё существование по собственной инициативе. В 2023 году «Бутанская партия всеобщего равенства» также прекратила своё существование после нескольких лет низкой активности. Партии так не удалось найти нового лидера после того, как Нетен Зангмо подала в отставку в 2018 году.
В 2022 и 2023 годах были зарегистрированы две новые партии — «Партия единства Бутана» и «Бутанская партия тендрела» соответственно.

## Другие партии

### Запрещённые партии
Партии, значительное количество которых было основано в изгнании, остаются незарегистрированными или запрещёнными. Более того, они определены как экстремистские или террористические группы:
- Демократическая социалистическая партия Бутана (англ. Bhutan Democratic Socialist Party)
- Бутанский фронт национального освобождения гуркхов (англ. Bhutan Gorkha National Liberation Front)
- Бутанский национальный конгресс (англ. Bhutan National Congress)
- Национально-демократическая партия Бутана (англ. Bhutan National Democratic Party)
- Народная партия Бутана (англ. Bhutan Peoples' Party, лидер Тек Натх Ризал)
- Руководящий комитет бутанского движения (англ. Bhutanese Movement Steering Committee)
- Коммунистическая партия Бутана (марксистско-ленинско-маоистская) (англ. Communist Party of Bhutan (Marxist–Leninist–Maoist))
  - Армия бутанских тигров (англ. Bhutan Tiger Force)
- Драконовый национальный конгресс (англ. Druk National Congress, создан в столице Непала Катманду 16 июня 1994 года)

26 августа 2010 года политические партии Бутана в изгнании сформировали политический блок во главе с Ронгтонг Кунлей Дорджи (англ. Rongthong Kunley Dorji), лидером «Драконового национального конгресса». Офисы блока открылись в Катманду в ноябре 2010 года и, возможно, получают поддержку от непальского правительства.